# Chlorochaeta subhyalina
Chlorochaeta subhyalina là một loài bướm đêm trong họ Geometridae.